# Vanessa Kirby
Vanessa Nuala Kirby, född 18 april 1988 i Wimbledon i London, är en brittisk skådespelare. Kirby är bland annat känd för rollen som Estella i BBC-adaptionen av Lysande utsikter från 2011 och som Joanna i Richard Curtis romantiska komedi About Time från 2013. Åren 2016–2017 gestaltade hon prinsessan Margaret i Netflix-serien The Crown.

## Filmografi (i urval)
- 2011 – The Hour (TV-serie)
- 2011 – Great Expectations (TV-serie)
- 2012 – Labyrinten (TV-serie)
- 2013 – Agatha Christie's Poirot (TV-serie)
- 2013 – About Time
- 2014 – Queen & Country
- 2015 – Jupiter Ascending
- 2015 – Everest
- 2015 – The Dresser (TV-film)
- 2015 – The Frankenstein Chronicles (TV-serie)
- 2016 – Genius
- 2016–2017 – The Crown (TV-serie)
- 2018 – Mission: Impossible – Fallout
- 2019 – Mr. Jones
- 2019 – Fast & Furious: Hobbs & Shaw
- 2020 – Pieces of a Woman
- 2023 – Mission: Impossible – Dead Reckoning Part One
- 2025 – Mission: Impossible – The Final Reckoning
- 2025 – The Fantastic Four: First Steps
- 2025 – När mörkret faller
- 2026 – Avengers: Doomsday